# Vrbas (rivière)
Pour les articles homonymes, voir Vrbas.
Le Vrbas (Врбас) est une rivière qui coule à l'ouest de la Bosnie-Herzégovine. Elle a une longueur de 192 km. Elle est un affluent droit de la Save. Elle traverse notamment la ville de Banja Luka, dans la république serbe de Bosnie.
Le Vrbas appartient au bassin versant de la mer Noire. Son propre bassin couvre une superficie de 5 023 km2. La rivière n'est pas navigable.

## Affluents
Avec de nombreux cours d'eau, plus affluents
- droit sont: Kruščica, Bistrica, Ričica, Bojački, Odžački, Goruški i Vileški potok, et Vitina, Rovanjski potok, Drvetinska rijeka, Ćehajića rijeka, Volušnica, Oboračka rijeka, Barački, Sandžački i Babin potok, Goduša, Sokolinski potok, Bila voda, Rika, Lučina Komatinski potok, Ugar, Svrakava Vrbanja, Brusina, Turjanica, Crkvena, Gumjera, Velika rijeka, Resovac, Savica i Povelić ;
- la gauche sont: Trnovača, Barski potok. Mrkodo, Cipala, Bunta, Duboka, Lubovo, Prusačka rijeka, Semešnica, Podvode, Dihanjski potok, Kračec, Rasadnički potok, Hornjak, Glasinac, Šedinac, Pliva, Crna rijeka, Krupa, Rekavica, Ruišnjak, Suturlija, Crkvena, Rudnička rijeka, Ivaštanka, Bukovica, Mehovljanska rijeka i Osorna.

## Parcours

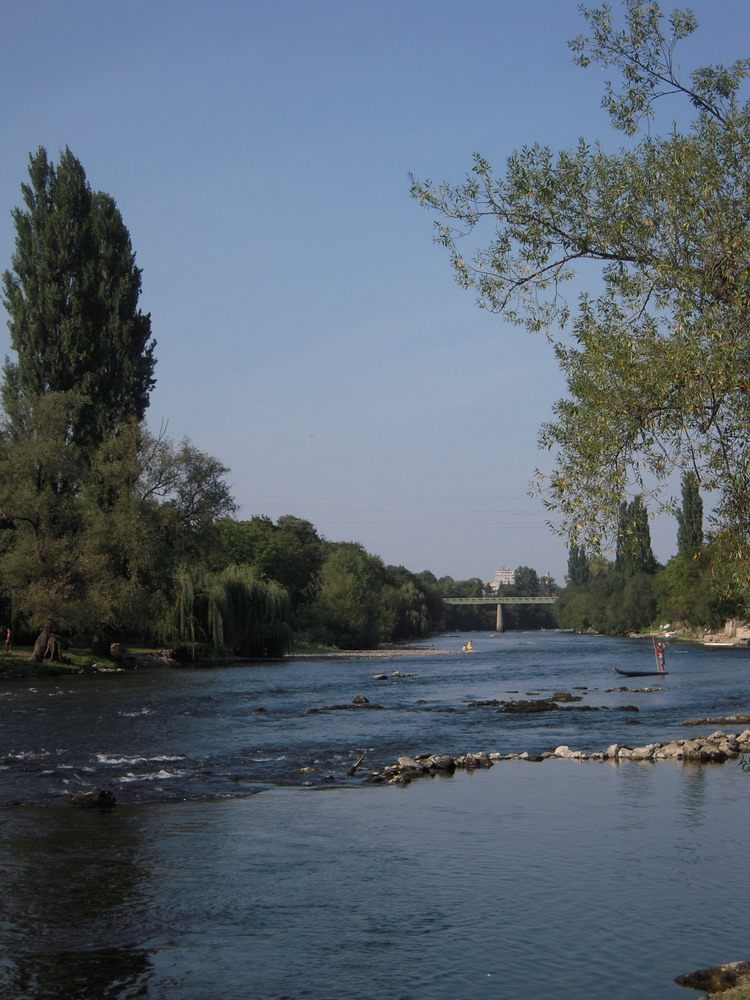
Le Vrbas à Banja Luka.

Le Vrbas prend sa source au mont Vranica, à 20 km d'Uskoplje. Après Uskoplje, elle traverse Bugojno, Donji Vakuf et Jajce où elle reçoit les eaux de la Pliva. Entre Jajce et Banja Luka, la rivière reçoit un barrage qui forme le lac artificiel de Bočac (jezero Bočac) ; construit en 1982, ce barrage alimente une centrale qui produit 110 MW avant de se jeter dans la Save près de Srbac. À 10 km de Jajce, le Vrbas reçoit les eaux de l'Ugar et, près de Banja Luka, celles de la Vrbanja.

## Tourisme
La rivière offre des possibilités pour le rafting.

## Étymologie
Dans l'antiquité, le nom Urbanus est attesté, et Vrbas viendrait donc de la prononciation slave de ce nom, mais d'un autre côté le nom commun slave vrbas signifie « pâturage » : on peut donc penser qu'en arrivant dans la région au VIe siècle, les Slaves ont compris Urbanus comme un pâturage. 